# Moschiola kathygre
Moschiola kathygre (лат.) — вид млекопитающих семейства оленьковых. Эндемик Шри-Ланки.
Длина тела 43—51 см, длина хвоста от 1 до 3 см. Спина желтовато-коричневого цвета. Мех тонкий и жёсткий.
Среда обитания — леса и лесистые луга с озёрами и реками. По-видимому, животные также встречаются в городских кустарниковых лесах и на рисовых террасах. Предположительно, вид более распространён во вторичных лесах, чем в первичных лесах. Его также наблюдали на каучуковых плантациях и в садах. Ничего не известно о его образе жизни.
В прошлом веке основной угрозой была потеря среды обитания. Живёт на охраняемых территориях.